# António Pedro Lopes de Mendonça
António Pedro Lopes de Mendonça (Lisboa, 14 de novembro de 1826 – Lisboa, 8 de outubro de 1865), mais conhecido por Lopes de Mendonça, foi um jornalista, romancista, dramaturgo e folhetinista português, que também se destacou como activista social, defendendo um socialismo utópico e romântico como forma de melhorar as condições de vida do proletariado. Escritor eclético e de causas, foi sobretudo como crítico literário que ficou na história da literatura portuguesa.

## Biografia
Lopes de Mendonça nasceu no seio de uma família burguesa de origem açoriana residente em Lisboa. Foi filho de Francisco Alberto Lopes de Mendonça e de sua mulher Maria Clara das Dores Lopes de Mendonça, ambos nascidos em Ponta Delgada.
Destinado a uma carreira de oficial naval, aos 14 anos de idade iniciou uma efémera passagem pela Armada Portuguesa, que terminou com a sua demissão a 24 de Fevereiro de 1845. Enquanto aspirante da Marinha frequentou o curso de Matemática da Universidade de Coimbra que servia de preparatórios para a Escola Naval, mas a pedido de seu pai, feito em 1843, viu os estudos interrompidos e recebeu ordem de embarque para Angola. As razões do pedido foram a sua vida boémia em Coimbra, onde, nas palavras paternas, continuava na mesma desordem e desatino de vida, sem fazer caso das novas e repetidas admoestações. Colocado na guarnição da fragata Urânia, o seu comportamento não agradou ao comandante, que informou que além de mui falto de brio era dado à embriaguês.
Demitido da Armada, fixou-se então em Lisboa e dedicou-se a tempo inteiro à escrita, iniciando uma produção eclética que associa o jornalismo e a crítica literária ao romance, à dramaturgia e ao folhetinismo. A sua iniciação literária fizera-se aos 14 anos, quando traduziu e publicou a obra Isabel da Baviera de Alexandre Dumas, passando a acalentar o desejo de ser escritor.
Publicou em 1843 a sua primeira obra de fôlego, intitulada Cenas da Vida Contemporânea, um conjunto de contos muito influenciados por Honoré de Balzac, a qual teve boa aceitação do público e da crítica literária do tempo.
Participou no campo setembrista nos combates da Revolução da Maria da Fonte e da Patuleia (1846–1847), demonstrando bem o seu pendor esquerdista. Terminada a guerra civil, voltou a Lisboa, onde, alto, forte e loiro, era conhecido como um dândi frequentador do Chiado. Apesar de ter apenas 20 anos, era então um articulista já conhecido através da sua colaboração avulso em diversos periódicos. Foi então convidado (ainda em 1847) por José Estêvão para integrar a redacção do jornal A Revolução de Setembro, como articulista a tempo inteiro. Aceitou o convite e deixou valiosa colaboração naquele periódico, que se veio juntar à extensa produção jornalística que Lopes de Mendonça tem dispersa, especialmente em O Eco dos Operários, A Semana, Revista Peninsular e Anais das Ciências e das Letras, editado pela Academia Real das Ciências de Lisboa de que foi sócio efectivo a partir de 1855. Também se encontra colaboração da sua autoria nos periódicos O Panorama (1837–1868) e Ilustração Luso-Brasileira (1856–1859).

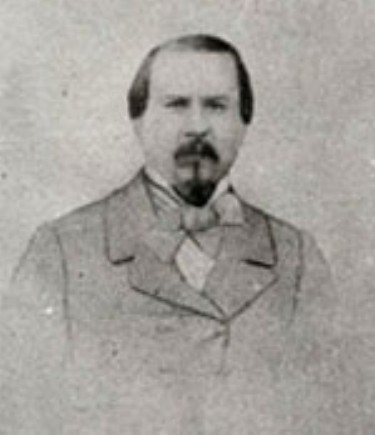
No jornal A Revolução de Setembro, 1860

No ano de 1849 publicou o romance Memórias dum Doido, obra que havia sido publicada em folhetim na Revista Universal Lisbonense. Também neste caso a influência de Honoré de Balzac é clara, num trabalho que reflecte a modernidade da época, combinando o idealismo romântico com a vontade de análise e denúncia de uma sociedade que o autor considerava injusta e corrupta.
Também em 1849 publica em volume uma colectânea dos artigos de crítica literária que publicara no jornal A Revolução de Setembro. Nesta obra, que intitulou Ensaios de Crítica e de Literatura, toma como referência Alphonse de Lamartine, o modelo literário da sua geração, e defende a necessidade do estudo das relações entre as literaturas nacionais europeias.
Lopes de Mendonça era defensor de um socialismo utópico e romântico em linha com o pensamento de Pierre-Joseph Proudhon. Para divulgar esses ideais, fundou em 1850, em colaboração com Francisco Maria de Sousa Brandão e Francisco Vieira da Silva Júnior, o periódico socialista Eco dos Operários, um dos primeiros jornais destinados à defesa do socialismo que se publicou em Portugal.
Em 1851 viajou pela Itália, elaborando um conjunto de crónicas que publicou nos anos seguintes sob o título de Recordações de Itália (2 volumes, aparecidos em 1852–1853). Nesse mesmo ano publicou um Manifesto Eleitoral apoiando o regime saído da insurreição militar de 1 de Maio de 1851 que levou à queda de Costa Cabral e marcou o início da Regeneração.
O apoio à Regeneração continuou com a publicação em 1852 de artigos na imprensa onde louvava as intenções desenvolvimentistas de Fontes Pereira de Melo. Em consequência gravitou para a esfera do poder: convidado a integrar as listas governamentais pelo círculo eleitoral de Lamego, foi eleito deputado nas eleições gerais de 12 de Dezembro de 1852. Revelou-se um orador medíocre e um acesso de fobia impedia-o de encarar o hemiciclo. Foi relator da Comissão Parlamentar de Estatística em 1854, mas pouco conseguiu. Pouco depois abandonou definitivamente a vida parlamentar.

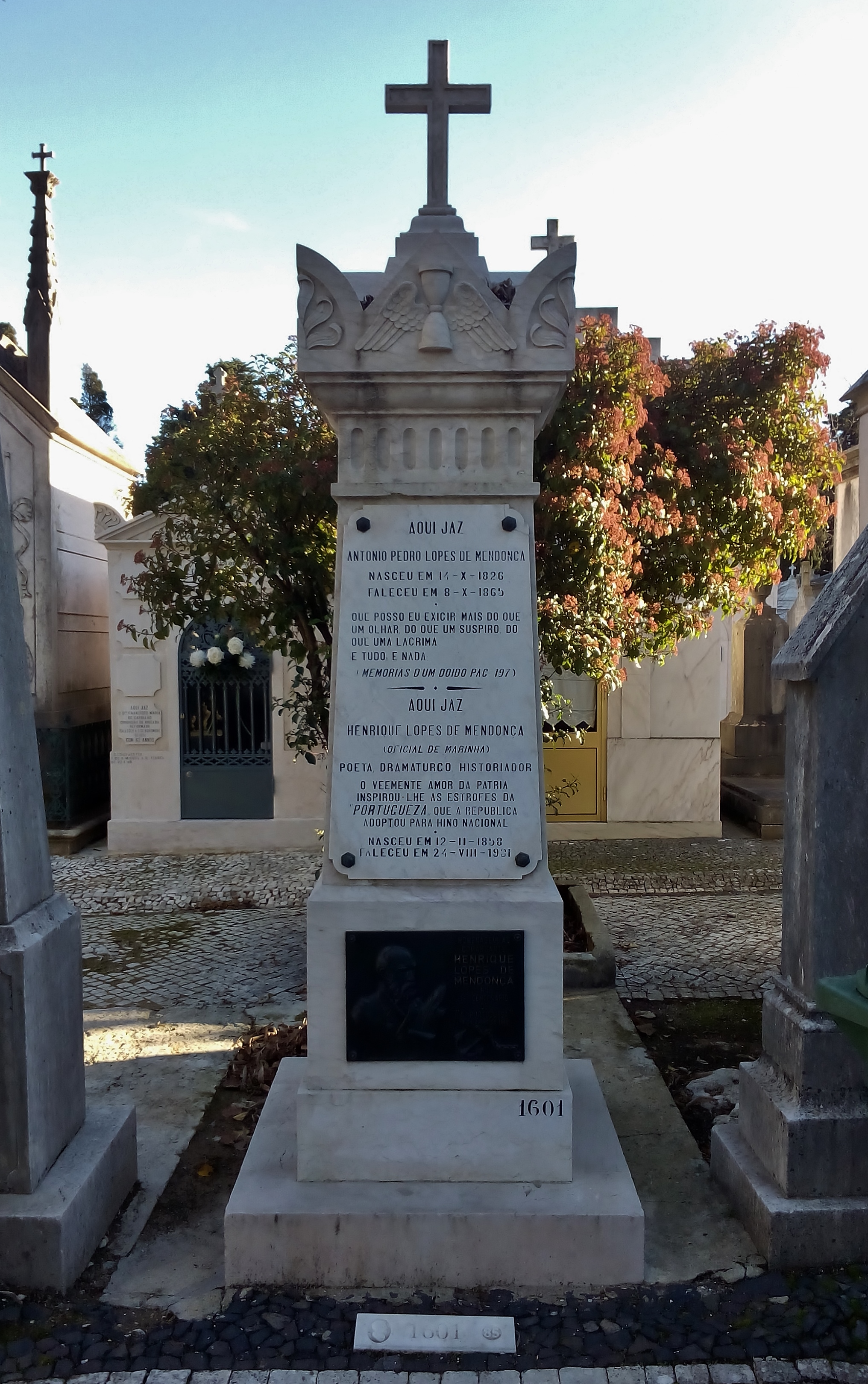
Jazigo de António Pedro Lopes de Mendonça e de Henrique Lopes de Mendonça, no Cemitério dos Prazeres

No ano de 1859 publicou uma reedição, muito revista e aumentada, da colectânea de crítica literária que publicara uma década antes. Esta refundição, que intitulou Memórias da Literatura Contemporânea, coloca a obra de Lopes de Mendonça entre a melhor crítica literária lusófona.
Em 1860, após a recusa de António Feliciano de Castilho, foi nomeado para a cátedra de Literatura Moderna no Curso Superior de Letras de Lisboa. Poucas aulas deu, pois por esta altura já se encontrava muito diminuído por doença mental, que pouco depois levaria ao seu internamento no hospício de Rilhafoles. Com 34 anos foi considerado como sofrendo de loucura incurável: viveu os últimos cinco anos da sua curta vida internado em Rilhafoles, onde faleceu em 1865, pouco antes de completar os 39 anos de idade.

## Obras publicadas
Para além de vasta colaboração dispersa por periódicos, é autor das seguintes obras:
- Isabel da Baviera, 1840 (tradução da obra homónima de Alexandre Dumas)
- Cenas da Vida Contemporânea, 1843 (crónicas);
- Memórias dum Doido, 1849 (romance);
- Ensaios de Crítica e de Literatura, 1849 (crítica literária);
- Curso de Literatura Professado no Grémio Literário, 1849 (ensaio);
- Afronta por Afronta, 1849 (teatro: drama);
- Como se perde um Noivo, 1849; 1858 (teatro: provérbio);
- Manifesto Eleitoral, 1851 (política);
- Recordações de Itália, 2 vols., 1852-1853 (crónicas);
- Casar ou metter a freira, 1858 (teatro; provérbio);
- Memórias dum Doido, 2.ª edição, 1859 (romance);
- Memórias da Literatura Contemporânea, 1859 (crítica literária);
- A Questão Financeira em 1856, 1856;
- Tutor e Pupila, 1859 (teatro: comédia);
- Notícia Histórica do Duque de Palmela, 1859.
- Cenas e Fantasias de Nossos Tempos, 1860 (crónicas);
- Uma porta deve estar aberta ou fechada, 1860 (teatro: tradução de Alfred de Musset);
- A Corte de Philippe IV, 1860 (teatro; drama).